# Matador (Teksas)
Matador – miasto w Stanach Zjednoczonych, w stanie Teksas, w hrabstwie Motley. W 2000 roku liczyło 740 mieszkańców.